# Stefan Ruzowitzky

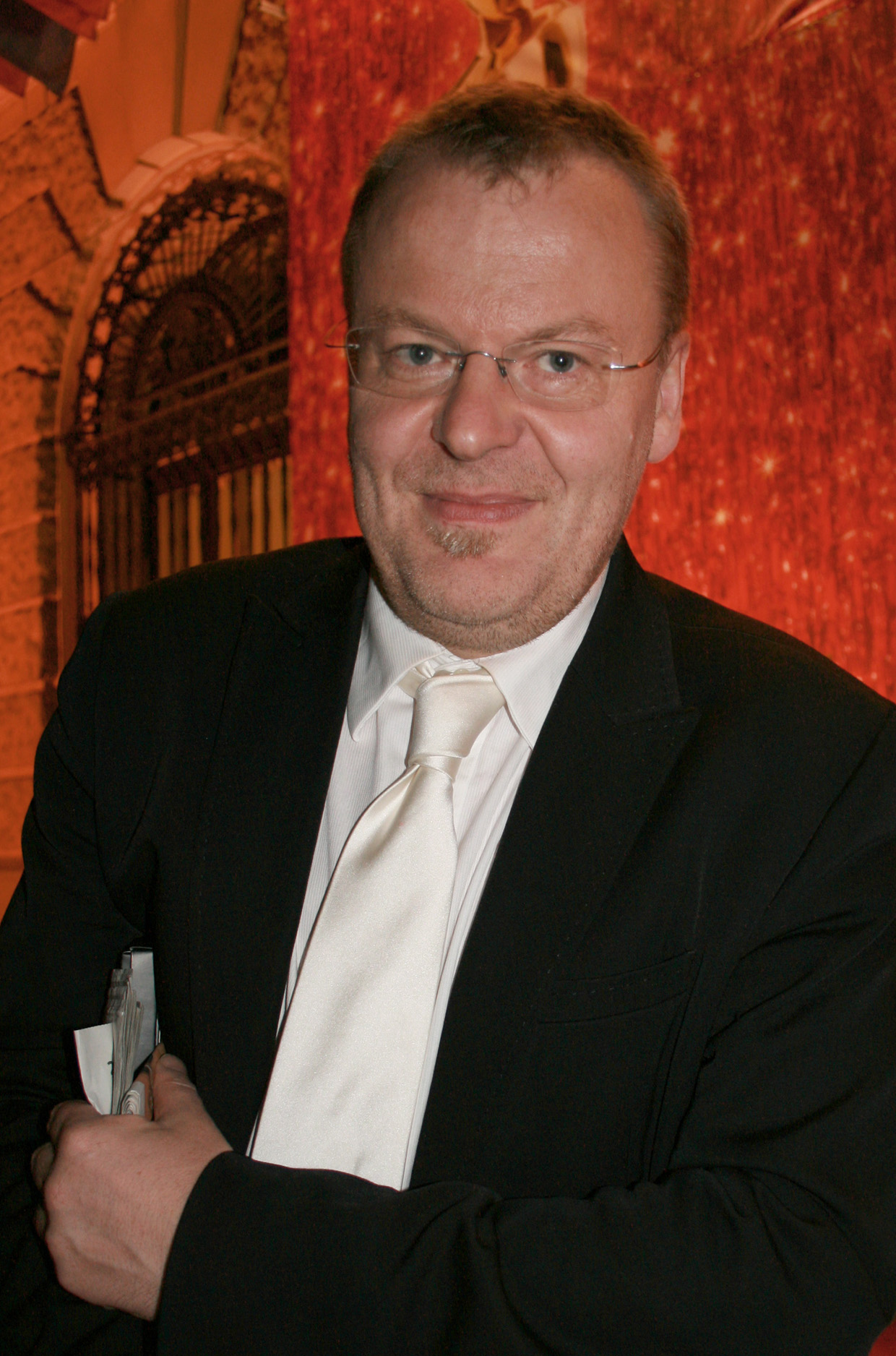
Stefan Ruzowitzky

Stefan Ruzowitzky, född 25 december 1961 i Wien, är en österrikisk filmregissör och filmförfattare som har belönats med en Oscar för filmen Falskmyntarna (Die Fälscher).

## Biografi
Ruzowitzky studerade drama och historia på Wiens universitet och har skapat musikvideor för till exempel 'NSYNC och Stefan Raab samt flera reklamfilmer. 
1996 kom Ruzowitzky ut med sin första film, Tempo, som handlar om en grupp ungdomar som bor i Wien, vilken han fick  Max Ophüls Preis för. 1998 kom hans nästa film,  Die Siebtelbauern, som utspelar sig på Österrikes landsbygd i början av 1930-talet, som belönades med bästa film på Rotterdam International Film Festival och Flanders International Film Festival. År 2000 regisserade han skräckfilmen Anatomy som 2003 följdes upp med Anatomy 2.
2007 hade Ruzowitzkys film Falksmyntarna premiär på Filmfestivalen i Berlin och nominerades till en Guldbjörn. Filmen bygger på memoarer skrivna av Adolf Burger, en judisk-slovakisk typograf involverad i Operation Bernhard som överlevde förintelsen. Ruzowitzky fick en Oscar för filmen 2008.
1999 gifte han sig med Birgit Sturm; de har två barn och bor i Klosterneuburg.

## Filmografi
- 1996 – Tempo
- 1998 – Överraskande arv
- 2000 – Anatomi
- 2001 – All the Queen's Men
- 2003 – Anatomi 2
- 2007 – Falskmyntarna
- 2009 – Hexe Lilli: Der Drache und das magische Buch
- 2012 – Deadfall

## Oscar
- 2008 – Falskmyntarna för bästa utländska film